# Ercilla (género)
Ercilla es un género   de plantas fanerógamas de la familia Phytolaccaceae. Comprende 8 especies descritas, de las cuales solo 2 aceptadas.

## Taxonomía
El género fue descrito por Adrien-Henri de Jussieu y publicado en Annales des Sciences Naturelles (Paris) 25: 11. 1832. La especie tipo es: Ercilla volubilis A. Juss. 

## Especies aceptadas
A continuación se brinda un listado de las especies del género Ercilla (género) aceptadas hasta mayo de 2015, ordenadas alfabéticamente. Para cada una se indica el nombre binomial seguido del autor, abreviado según las convenciones y usos, y el nombre común en su caso.
- Ercilla spicata (Vertero) Moq. - yedra de Chile[3]
- Ercilla syncarpellata Nowicke